# Loma Linda (Teksas)
Loma Linda – jednostka osadnicza w Stanach Zjednoczonych, w stanie Teksas, w hrabstwie San Patricio.